# Haute-Savoie
Haute-Savoie (IPA: [ˌotsaˈvwa]; arpetánul: Savouè d’Amont vagy Hiôta-Savouè, németül: Obersavoyen vagy Hochsavoyen, olaszul: Alta Savoia, magyarul: Felső-Savoya) a modern kori Franciaország megyéinek (département-jainak) egyike, a Rhône-Alpes régióban fekszik. 1860-ban hozták létre, amikor a Savoyai Hercegséget a Francia Császársághoz csatolták. A megyék sorszámozott listájában a 74. számot kapta (látható postai irányítószámokban, autók rendszámának utolsó 2 karakterében, stb.)

## Elhelyezkedése
Franciaország keleti részén terül el, Auvergne-Rhône-Alpes régió (2015 végéig Rhône-Alpes régió) része. A megyét keletről és északról Svájc (a Genfi-tó és a Nyugati-Alpok), délkeletről Olaszország (a Nyugati-Alpok, Aosta és Piemont tartományok), délről Savoie megye, nyugatról pedig Ain megye (a Rhône folyó) határolják.

## Történelme
Neve a latin Sapaudia vagy Sabaudia szóból származik, ami fenyves erdővidéket jelent.
Hosszú időn át a Savoyai-ház örökös tartománya (États de Savoie) volt, a Savoyai Grófság, a Savoyai Hercegség részeként. Savoyát a 15. századtól kezdve a Francia Királyság több alkalommal is hosszabb-rövidebb időre elfoglalta. 1720 után a mai Savoie megye területével együtt, a Szárd-Piemonti Királyság része lett, Torinóból irányították. A francia forradalom után, 1792-ben az ismét megszállt Savoyát beolvasztották az ekkor kialakított Mont Blanc megyébe (Département du Mont-Blanc), ennek része maradt Napóleon bukásáig, 1815-ig. Bizonyos részterületeit 1798-ban Léman megyéhez (Département du Léman) csatolták, 1814-ig. A bécsi kongresszus helyreállította a Szárd-Piemonti Királyság fennhatóságát. Az 1859-es szárd–francia–osztrák háborút követően 1860-ban egész Savoya területe (a Nizzai Grófsággal együtt) a Francia Császársághoz került. A történelmi Savoya (Pays de Savoie) helyén a párizsi központi kormányzat két új megyét szervezett: Savoie megyét Chambéry fővárossal, és Haute-Savoie megyét Annecy székhellyel.

## Települései
A megye legnagyobb városai 2011-ben:
| Település                | Népesség |
| ------------------------ | -------- |
| Annecy                   | 51 012   |
| Thonon-les-Bains         | 33 925   |
| Saint-Julien-en-Genevois | 11 836   |
| Bonneville               | 11 908   |

## Címerei
|  | Haute-Savoie megyének nincs hivatalosan elfogadott címere. A bal oldali címer az egységes történelmi Savoyai Hercegség címere, ezt hagyományosan és elterjedten használják a Savoya területén kialakított mindkét megyében, Savoie-ban és Haute-Savoie-ban egyképpen. A Savoya-címerrel ellátott zászlók és útjelző táblák mindkét megyében megtalálhatók. |
|  | Az itt (balra) látható modern címereket 1949-ben Robert Louis francia heraldikus, címertervező művész készítette Haute-Savie számára, és mint magánszemély, javaslatként közreadta. A címer azúrkékkel határolt ék alakú ezüst mezőben kis méretben ábrázolja a Savoyai címerpajzsot. A párizsi központi kormányzat támogatja ennek bevezetését, de az új címer hivatalos elfogadására sohasem folytattak le hivatalos eljárást. Robert Louis a kettévágott Savoya helyén létrehozott másik francia megye, Savoie részére is készített címertervet, azonos heraldikai elemekből (jobbra). |

## Galéria

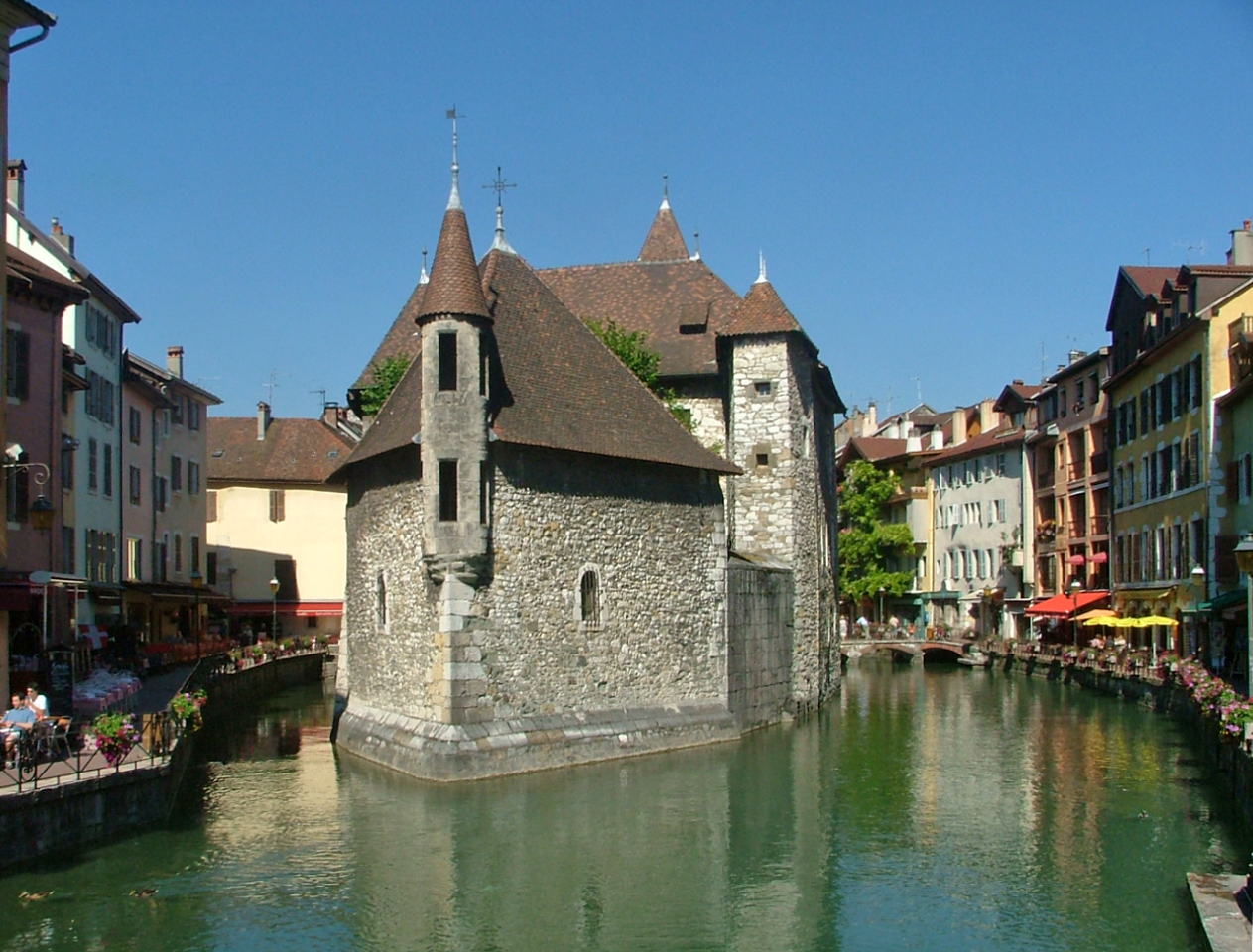
Annecy
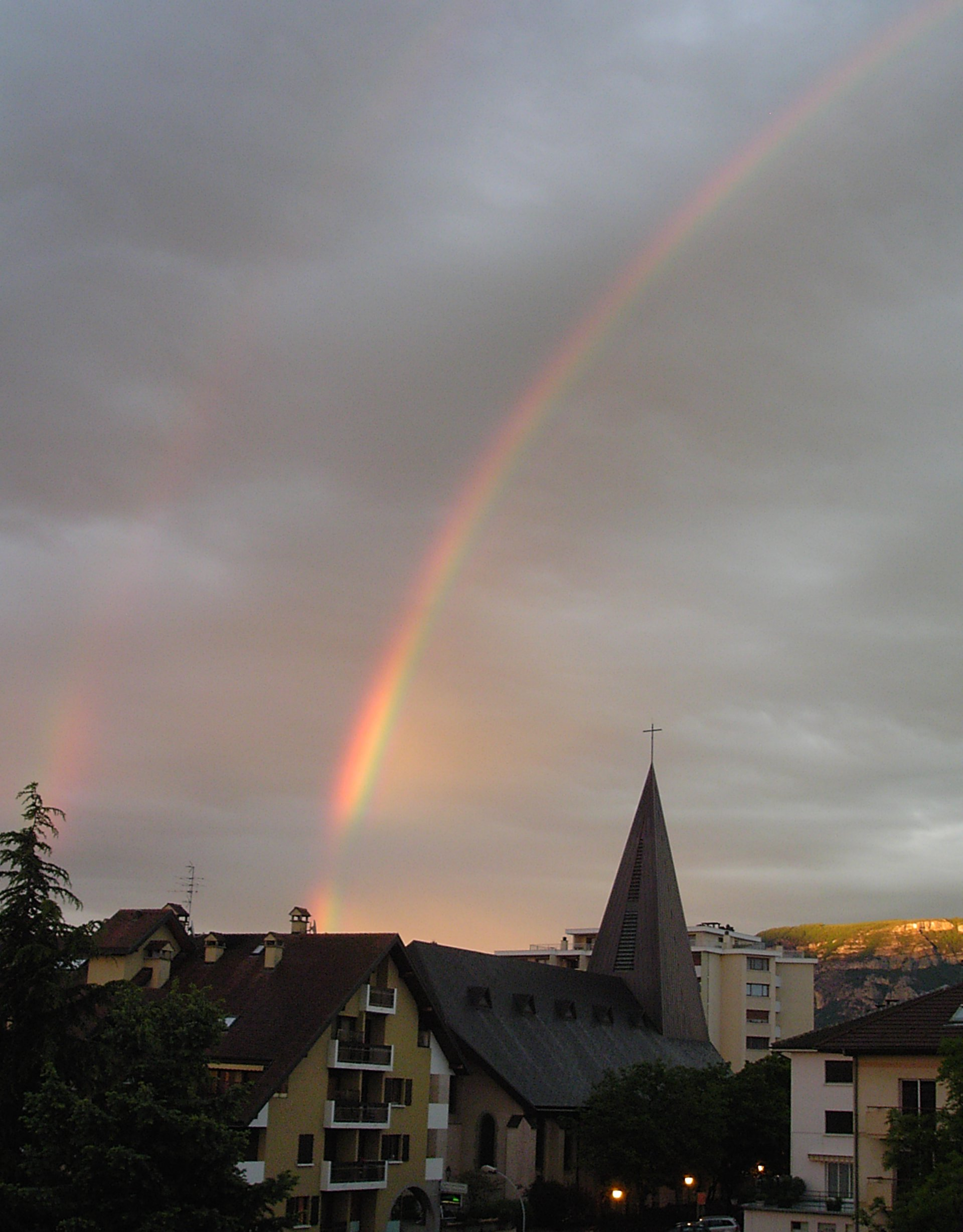
Saint-Julien-en-Genevois
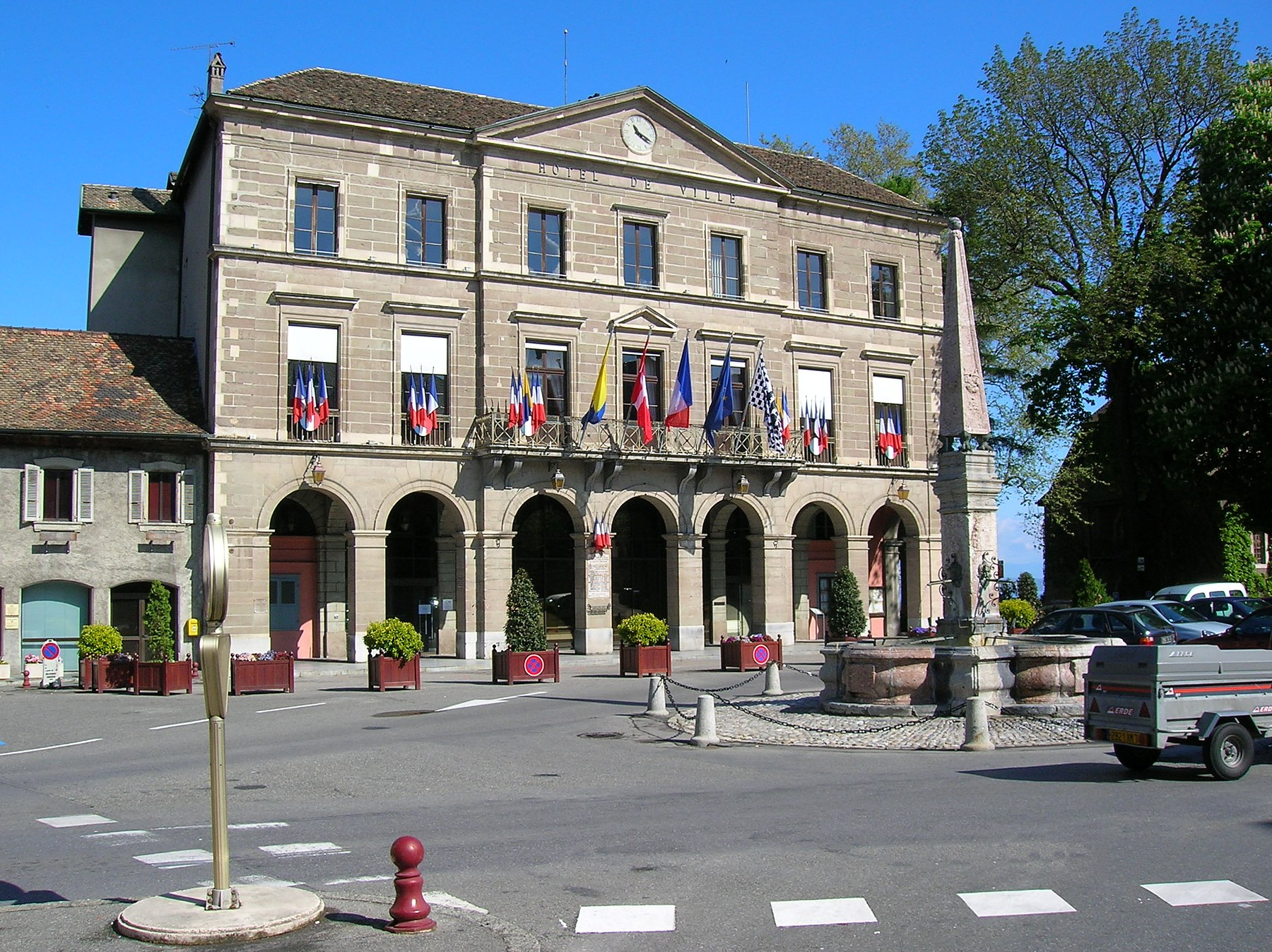
Thonon-les-Bains
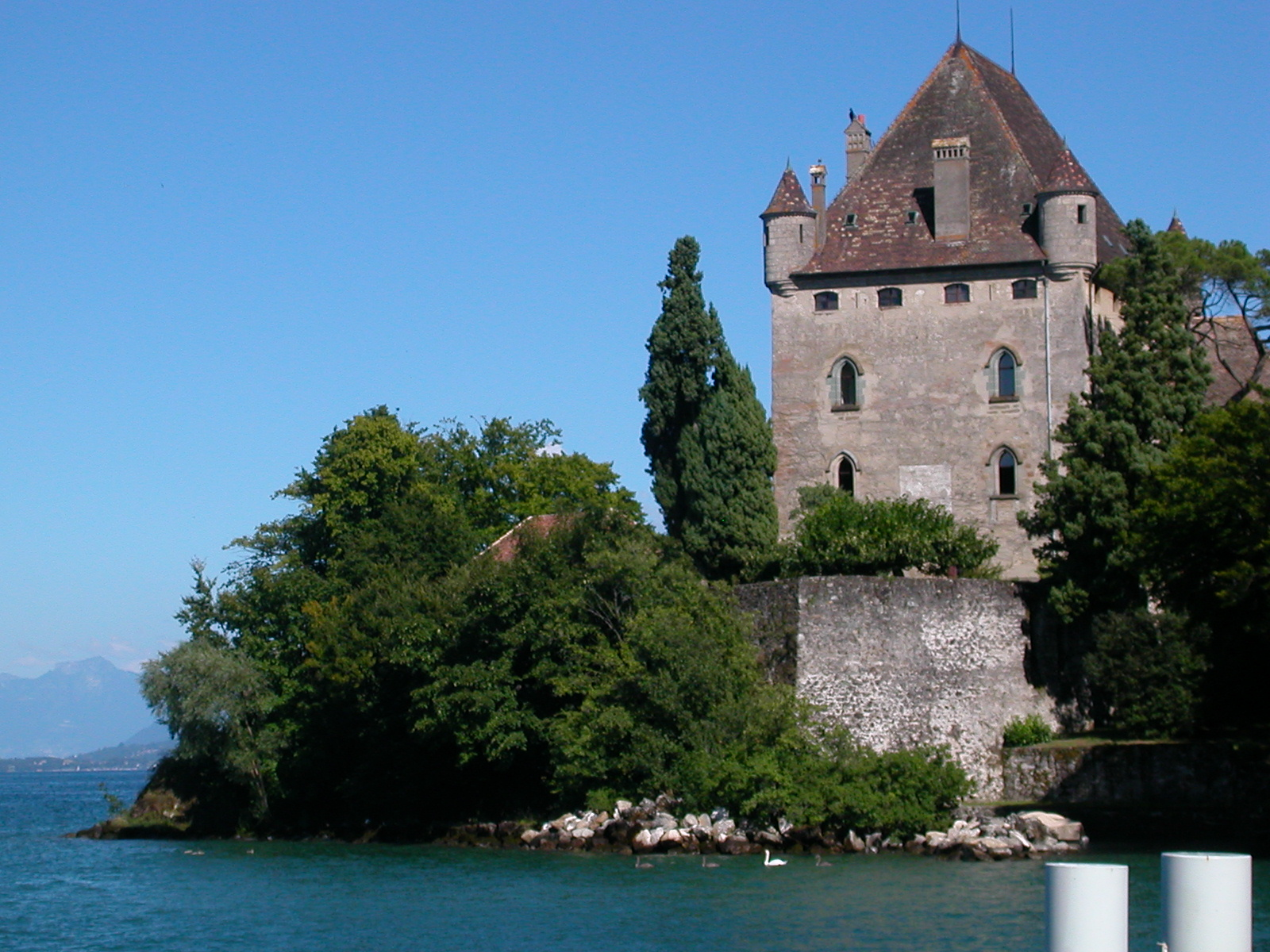
Yvoire kastélya (Genfi-tó)

## Lásd még
- Savoie
- Savoya
- Savoyai-ház
- Savoyai Hercegség